# Павел Новотни
Павел Новотни (Кромјержиж, 14. септембар 1973) бивши је чешки фудбалер.

## Каријера
Фудбалску каријеру је започео у нижеразредном Спартаку из Хулина. Од 1991. године прелази у Славију из Прага и дебитује у Првој чехословачкој лиги. Одиграо је само 3 меча и отишао на позајмицу у Унион Хеб. Тамо је провео годину и по дана и вратио се у Славију. Био је стандардни првотимац Славије, а 1994. и 1995. са тимом био вицешампион Чешке. Године 1996. је освојио своје прво национално првенство у каријери, а 1997. је својим успесима додао и Куп Чешке. Затим се придружио немачком Волфсбургу и одиграо 15 мечева у немачкој Бундеслиги. У периоду од 1998. до 2001. играо је за прашку Спарту. Потом је годину и по дана био резерва у Славији. Завршио је каријеру као играч СЦ Хаверова 2006. године.
За репрезентацију Чешке је играо на две утакмице. Селектор Душан Ухрин позвао га је у национални тим за Европско првенство 1996. у Енглеској. На том турниру је 26. јуна дебитовао за репрезентацију Чешке у полуфиналној победи против Француске након бољег извођења једанаестераца. На овом турниру је Чешка постала вицешампион Европе. Своју другу и последњу утакмицу за национални тим одиграо је 1999. године. Има 18 наступа и 8 постигнутих голова за чешку репрезентацију до 21 године.

## Успеси

### Репрезентација
Чешка
- Европско првенство друго место: 1996.